# 余诚格
余诚格（1856年—1926年），字寿平，号至斋，又字去非，号愧庵，安徽望江县桃岭乡人。清末官員。

## 生平
光绪十五年（1889年）进士，同年五月，改翰林院庶吉士。光緒十六年四月，散館，授翰林院編修。戊戌政变时，因曾是康有为登第时座师，一度遭贬。后任都察院山东道监察御史，三月共上70余奏章，参劾时弊，一时名震京畿，有“余都老爷”之称。光绪三十一年二月十六，由广西太平思顺道道员升任廣西按察使。光绪三十二年十一月十四（1906年12月29日），升任广西布政使。后改任湖北布政使、陕西巡抚。
宣统三年（1911年），任湖南巡抚。辛亥革命起，新军第二十五混成协士兵起义，协统萧良臣遁，长沙巡防营倒戈，统领黄忠浩被杀。起义士兵冲进巡抚衙，要他作都督，他一面剪去长辫，宣稱贊成共和，迷惑众人，一面换衣从后院溜走 ，乘轮船逃到上海，留辫寓居。曾任安徽旅沪同乡会会长，后被王亚樵篡权。民国十五年（1926年），在安庆天台里带辫病逝。

## 身後
余誠格曾在上海、芜湖、安庆等处置地，以屡丰公司名义在芜湖万顷圩(今万春圩)围垦5000余亩。他对家乡却少有建树，死后棺柩从安庆运回望江县时，县城绅士史丹生、龙伯陶等，反对取道县城，结果只好从城外绕道运回故里桃花岭。　　

## 著作
余的词作《金缕曲》被选入《全清词钞》。